# 潘扶德
潘扶德（1949年—）為台灣教育家，國立東華大學教育研究所博士，2014年第九屆暨2020年第十五屆中華民國教育部教育奉獻獎得主，2021年獲得「終身奉獻獎」。長期服務花蓮縣政府教育局，並曾任花蓮縣立豐濱國中、國光商工校長，泰國博仁大學東盟國際學院教授，現為泰國格樂大學國際學院教授。

## 概要
潘扶德出身自新北市石門區老梅大丘田望族潘氏後人（現亦為「祭祀公業法人新北市潘合成」主任委員），長年服務於花蓮縣政府教育局，並自基層課員升任督學、課長等職。自1989年起，擔任花蓮監獄教誨志工師，協助收容人輔導教育。1990年受推薦選送臺灣省政府獲「公務人員工作模範獎」，1996年獲省教育廳頒發「社會教育有功人員獎」。於任職豐濱國中校長期間，創辦成立「財團法人豐濱國中教育基金會」，協助花蓮縣豐濱鄉鄰近學童急難救助與營養午餐等公益項目，2005年從公職退休。
2016年獲聘泰國博仁大學東盟國際學院教授，後轉任泰國格樂大學國際學院教授，積極致力於台泰交流。著有《教育微言沉思錄 - 更生廣場文化論壇文集》、《教育理念與教育實踐》、《開放社會教育與文化 - 以教育實踐的蹲點》、《在深處轉彎迎向大道文集》、《啟知與揚善文選集》等書，所發表之博士論文《臺灣解嚴後毛高文博士對高等教育政策轉型之研究》並獲「中華民國學校行政研究學會」2016年第八屆優秀論文獎。亦為花蓮市模範父親（2015年）、豐濱鄉榮譽鄉民（2005年）。
2020年成為中華民國觀護協會「第十九屆金舵獎」輔導楷模「犯罪矯正與更生保護」類志工獲獎人。

## 潘氏公廳
潘扶德為「祭祀公業法人新北市潘合成」主任委員，任內管理新北市石門區老梅大丘田 12 鄰 37 號「潘氏公廳」，為當地潘氏聚落百年宗祠。「公廳」原為閩南式三合院磚造建築，門額橫聯刻寫「合力為謀萬事成」，為歷代潘氏先人對後代子孫之勉勵，大丘田潘氏家族（潘迺森、潘迺明）於1911年至1920年間，為當地重要茶農，主要供貨予當時的大屯山茶葉公司。2006 年公廳翻新，2018 年 3 月 24 日「世界潘氏宗親總會」在理事長潘維大率領下，到訪大丘田「潘氏公廳」謁祠祭祖。
2022年9月1日，潘扶德於花蓮縣創辦「世界潘氏宗親總會」花蓮分會，並任首屆會長。「世界潘氏宗親總會」由副理事長潘文輝代表出席見證，花蓮縣政府及立委辦公室等單位均派員出席觀禮。

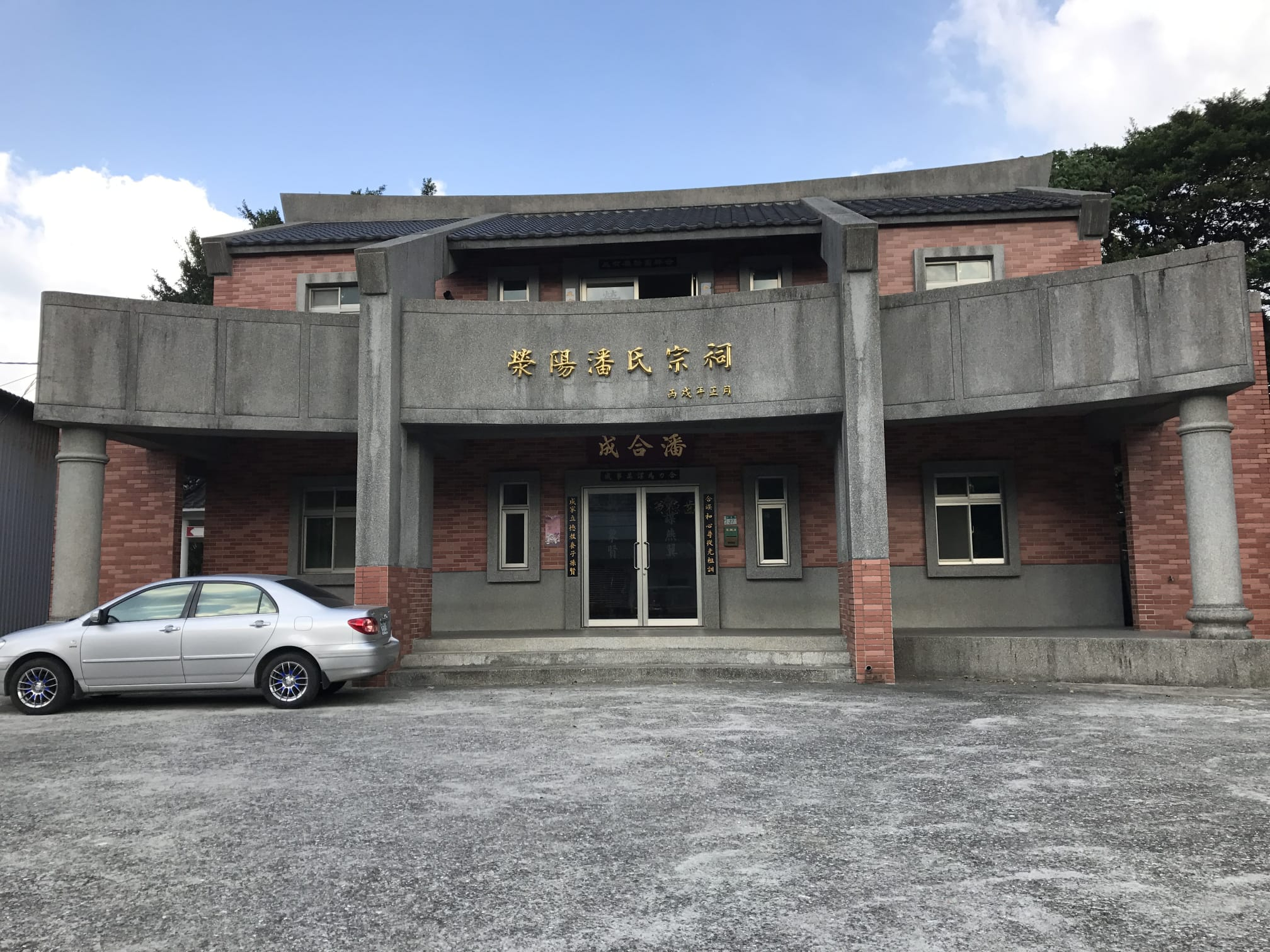
石門老梅大丘田潘氏公廳

## 修建老梅公園
新北市石門區「老梅公園」，座落於石門老梅大丘田聚落，占地面積約五百餘坪。於前清乾隆46年，由祭祀公業潘合成先人潘宏恭墾荒闢建，距今已二百餘年。日治時期昭和18年1月由指導員松下治良、東山景昭立碑表彰部落建設衛生模範，並命名「老梅公園」。
民國後，歷經「祭祀公業法人新北市潘合成」前主任委員潘迺柋、前石門鄉民代表會副主席鍾美雲籌資修建，後於 2021 年由時任「祭祀公業法人新北市潘合成」主任委員潘扶德積極爭取新北市政府編列預算新台幣240萬元，匯集石門區林俊宏區長及當地里長許寶祿等支持，經再次修建始略具規模。

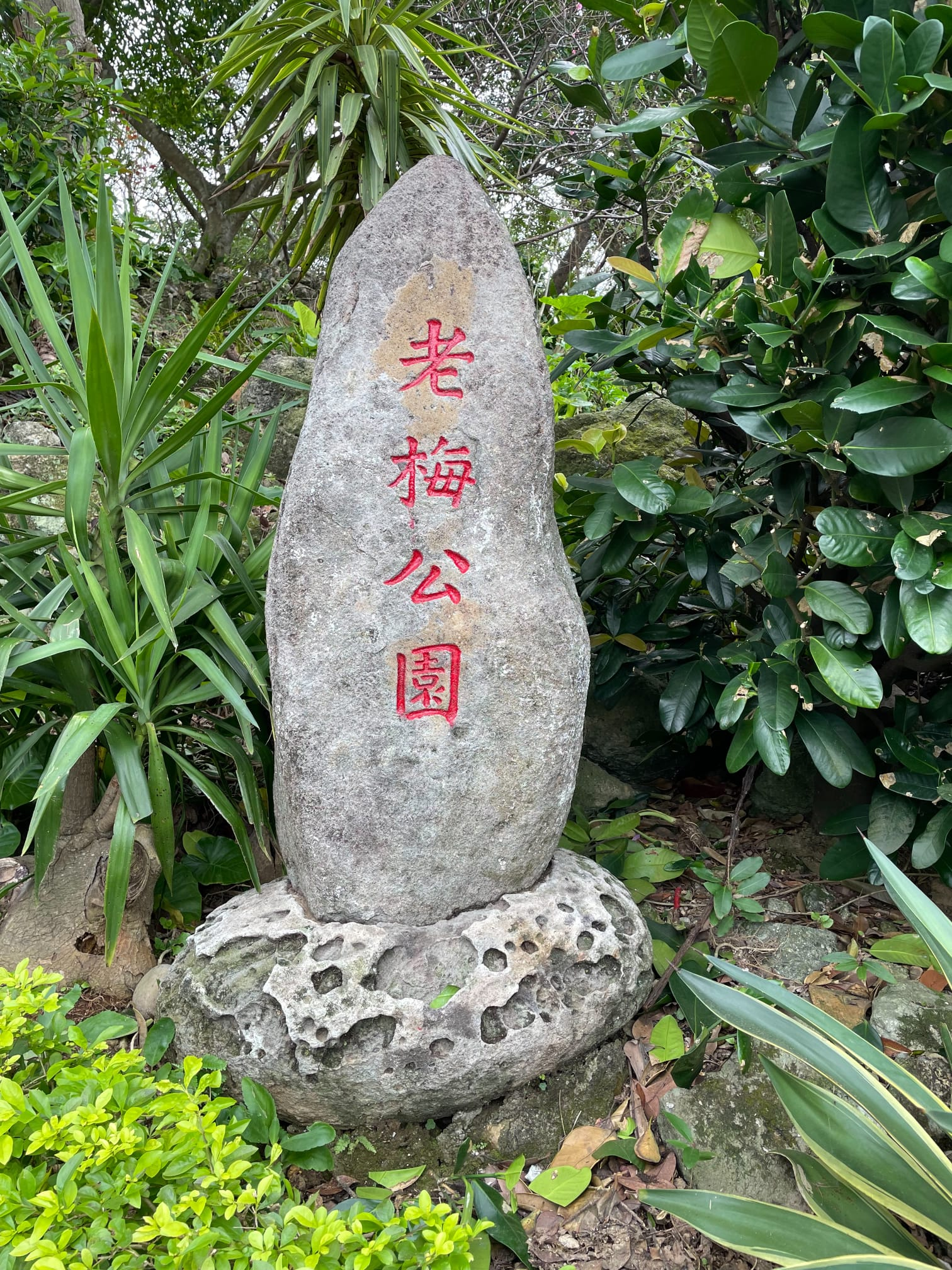
2022年10月25日台灣新北石門大丘田老梅公園整建完工